# 銭鏐
銭 鏐（せん りゅう）は、十国呉越の創建者。高祖父は銭碩亶。曾祖父は銭沛。祖父は銭宙。父は銭寛。

## 生涯
杭州臨安県の出身。唐末に石鏡鎮将軍董昌に従い黄巣の反乱軍を鎮圧、その功により鎮海節度使に任じられた。乾寧年間に董昌を破り両浙13州を占拠、天祐4年（907年）に後梁より呉越王に封じられここに呉越政権が誕生した。在位期間中は銭塘・江海塘の修理や太湖に堰閘を建設し洪水防止と灌漑整備を行い、支配地域での農業生産力の向上に尽力している。
宝正7年（932年）に薨去し、安国県衣錦郷の茅山に埋葬された。

## 家族

### 父母
- 祖父：建初王 銭宙
- 祖母：晋国九華太夫人水丘氏
- 父：英顕王 銭寛
- 母：趙国太玄夫人水丘氏

### 弟
- 銭錡
- 銭鏢
- 銭鐸
- 銭鏵

### 従弟
- 銭鎰

### 妻妾
- 荘穆夫人呉氏
- 昭懿夫人陳氏
- 慶安夫人胡氏
- 済南夫人童氏
- 馬氏 - 馬綽の妹
- 金氏、章氏、陳氏（小陳氏）、鄭氏

### 男子
1. 銭元璉 - 母は昭懿夫人陳氏
2. 銭元璣 - 寧国公、母は慶安夫人胡氏
3. 銭元瑛 - 雲国公、母は荘穆夫人呉氏
4. 銭元璲 - 永嘉侯、母は慶安夫人胡氏
5. 銭元懿（銭元璹）- 金華宣恵王、母は金氏
6. 銭元璙 - 広陵宣義王、母は荘穆夫人呉氏
7. 文穆王 銭元瓘 - 母は昭懿夫人陳氏
8. 銭元(王瞿) - 余姚侯、母は済南夫人童氏
9. 銭元球 - 扶南侯、母は金氏
10. 銭元㻑 - 金華侯、母は荘穆夫人呉氏
11. 銭元瑾 - 母は昭懿夫人陳氏
12. 銭元珦 - 淮陰侯、母は慶安夫人胡氏
13. 銭元玧（銭元琰）- 巒州刺史、母は金氏
14. 銭元璛 - 新安侯、母は荘穆夫人呉氏
15. 銭元璟 - 霅国公、母は荘穆夫人呉氏
16. 銭元裕 - 母は昭懿夫人陳氏
17. 銭元祐 - 彭城開国侯、母は昭懿夫人陳氏
18. 銭元弼 - 秀州刺史、母は昭懿夫人陳氏
19. 銭元邧 - 温州刺史、母は昭懿夫人陳氏
20. 銭元琢 - 母は慶安夫人胡氏
21. 銭元璞 - 銭塘侯、母は章氏
22. 銭元璫 - 母は金氏
23. 銭元琳 - 呉興侯、母は荘穆夫人呉氏
24. 銭元珣 - 母は金氏
25. 銭元(王𣶒) - 母は昭懿夫人陳氏
26. 銭元琛 - 母は済南夫人童氏
27. 銭元璠 - 母は小陳氏
28. 銭元璝 - 寧明王、母は済南夫人童氏
29. 銭元勗 - 母は小陳氏
30. 銭元禧 - 母は慶安夫人胡氏
31. 銭元珪
32. 銭元𤪙 - 駙馬都尉

### 女子
1. 長女 - 成仁璛（成及の子）にとついだ

## 伝記資料
- 『呉越備史』巻1～2 武粛王上・下
- 『十国春秋』巻77～78 呉越1～2 武粛王世家上・下
- 『旧五代史』巻133 世襲列伝2